# European Neuropsychopharmacology
European Neuropsychopharmacology è una rivista scientifica mensile sottoposta a revisione paritaria, pubblicata dalla Elsevier. È la rivista ufficiale dell'European College of Neuropsychopharmacology. È stata fondata nel novembre 1990 e si occupa di ricerca clinica e di base relativa agli effetti degli agenti ad azione centrale nel senso più ampio del termine.
Secondo il Journal Citation Reports, la rivista ha ricevuto un fattore di impatto per il 2020 pari a 4,600, collocandosi al 26º posto fra 192 riviste nella categoria "Neurologia clinica", al 24º posto fra 140 riviste nella categoria "Psichiatria", e al 31º posto fra 254 riviste nella categoria "Farmacologia e farmacia".